# Blanche Kommerell

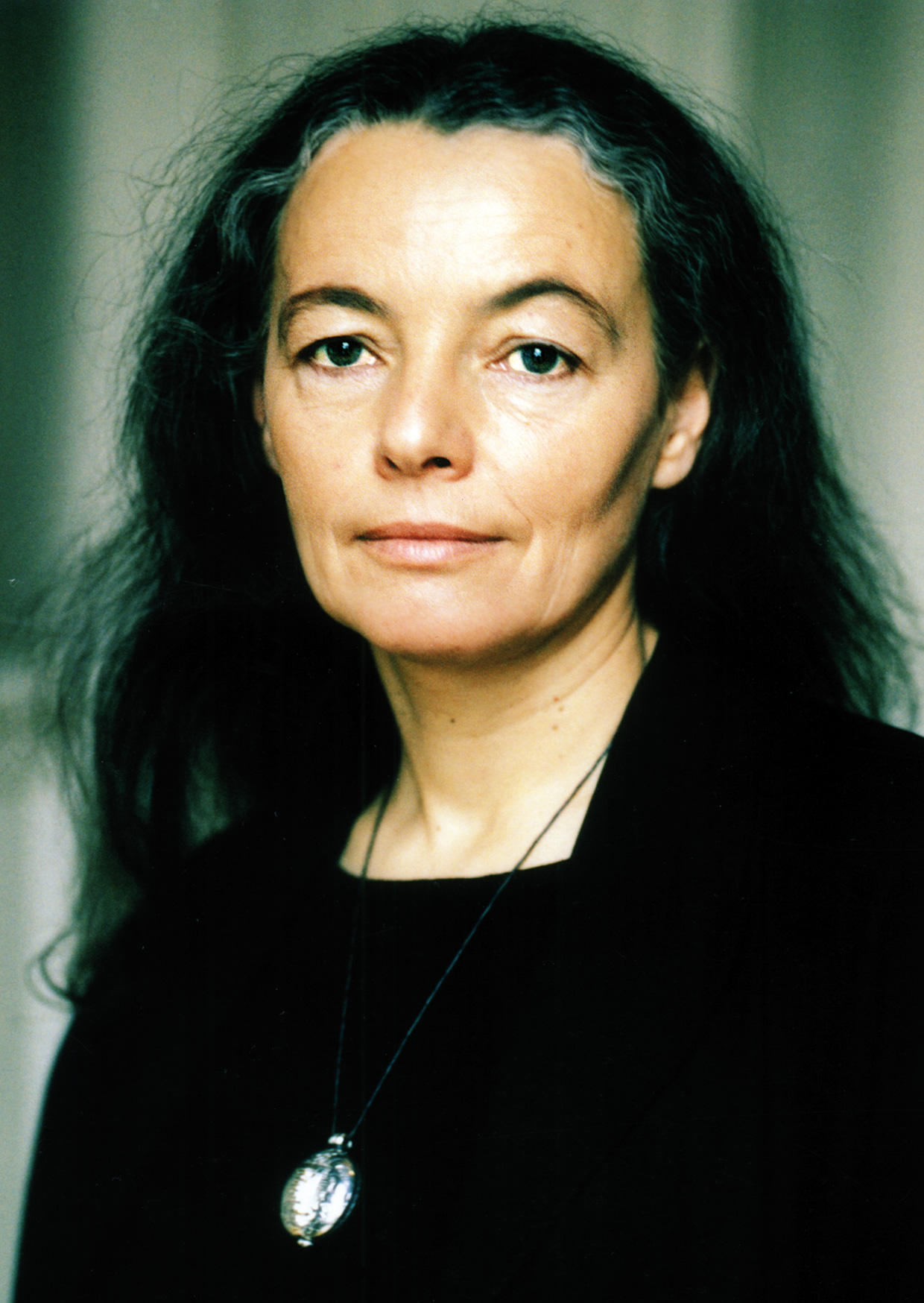
Blanche Kommerell, 2007

Blanche Kommerell (* 10. März 1950 in Halle (Saale)) ist eine deutsche Schauspielerin und Autorin von literarischen Porträts und Gedichten. Ihren Durchbruch als Schauspielerin hatte sie 1962 in der Titelrolle im DEFA-Märchenfilm Rotkäppchen.

## Leben

### Herkunft und frühe Jahre
Blanche Kommerell wurde als Tochter der Schauspielerin Ruth Kommerell 1950 in Halle an der Saale geboren und wirkte bereits als Kind in Filmen mit. Ab 1957 hatte sie erste Auftritte in Kinderrollen am Deutschen Theater und am Maxim-Gorki-Theater Berlin. Opernregisseur Götz Friedrich besetzte sie 1962 als Rotkäppchen im gleichnamigen DEFA-Märchenfilm, was ihr zum Durchbruch als Schauspielerin verhalf. Weitere Filmprojekte, in denen sie vornehmlich junge und unbedarfte Mädchen spielte, folgten. Sie bekam 1965 die Auszeichnung „Goldener Lorbeer des Fernsehens“ in der Kategorie „jugendliche Charakterdarstellung“.

### Ausbildung und weitere Schauspielkarriere
Von 1968 bis 1971 studierte Kommerell Germanistik und Musikwissenschaft an der Humboldt-Universität zu Berlin. Danach absolvierte sie eine Schauspielausbildung an der Staatlichen Schauspielschule Berlin und am Berliner Ensemble. Ab 1975 folgten Engagements an Bühnen in Magdeburg, Potsdam, Senftenberg, Leipzig und am Deutschen Theater Berlin.
1974 brachte ihr die Rolle der Rosa Frankfurter in Frank Beyers Verfilmung von Jurek Beckers Jakob der Lügner im Folgejahr den Silbernen Bären ein. Im selben Jahr war sie in der Bühnen-Fernsehkomödie Das Wunschkind von Werner W. Wallroth an der Seite von Irma Münch, Herbert Köfer und ihrer Mutter Ruth Kommerell zu sehen. Ab Mitte der 1970er Jahre wirkte sie nach Rotkäppchen in weiteren Märchenfilmen der DEFA und des DFF (Deutschen Fernsehfunk) mit, u. a. als Wirtstochter Anne in Das blaue Licht (1976),  als jüngste Prinzessin in Die zertanzten Schuhe an der Seite von Jaecki Schwarz und in Uwe-Detlev Jessens Verfilmung Das tapfere Schneiderlein übernahm sie die Rolle der Musfrau. 1986 waren sie in dem Episodenfilm Weihnachtsgeschichten in einer der letzten Rollen ihrer eigenen Mutter als deren Filmtochter zu sehen. Ihre letzte größere Rolle hatte sie 1988 neben Corinna Harfouch und Michael Gwisdek als jüdische Theaterschauspielerin in Siegfried Kühns Die Schauspielerin.

### Rückzug aus dem Schauspielgeschäft und Tätigkeit als Autorin
Ab dem Ende der 1980er Jahre zog sich Kommerell weitgehend aus dem Schauspielgeschäft zurück und arbeitete vor allem an literarischen Programmen, u. a. 1985 „Der Salon der Rahel Levin“, später auch an Monologen nach Texten von Ingeborg Bachmann („Malina“) und Christa Wolf („Kassandra“, „Medea“). Sie gab Gastspiele in ganz Deutschland mit Lesungen und zwischen 1992 und 1996 literarischen Porträts am Deutschen Theater u. a. von Anna Achmatowa, Ingeborg Bachmann, Paul Celan, Annette von Droste-Hülshoff, Marina Zwetajewa.
Von 1991 bis 1999 hatte sie einen Lehrauftrag für Diktion an der Hochschule der Künste Berlin. 1990 erhielt sie einen Lehrauftrag für Sprache und Schauspiel an der Universität Witten/Herdecke, wo sie ein Studententheater aufbaute, mit dem sie vor allem Dramen der Weltliteratur inszenierte, u. a. von Shakespeare (Maß für Maß, Ein Sommernachtstraum, Hamlet), Goldoni (Krach in Chiozza), Goethe (Clavigo), Kleist (Amphitryon), Büchner (Leonce und Lena, Woyzeck), Tschechow (Drei Schwestern, Die Möwe), Gorki (Sommergäste) und Brecht (Der gute Mensch von Sezuan). Im Literaturhaus Berlin begann sie 2003 mit einer eigenen Reihe literarischer Lesungen, die ab Anfang 2004 im monatlichen Turnus stattfanden. Im Wintersemester 2005/06 nahm sie außerdem einen Lehrauftrag für Sprecherziehung und Diktion am Institut für Deutsche Literatur der Humboldt-Universität Berlin auf.

### Privates
Blanche Kommerell war bis 1977 mit dem Schauspieler und Drehbuchautor Achim Scholz verheiratet; ihr erster Sohn Stephan Kommerell starb 1988 infolge von Suizid, ihr zweiter Sohn Sebastian Kommerell arbeitet als Kunstmaler und Pianist. Ab 2003 war sie mit dem Dramaturgen Alexander Weigel (1935–2020) verheiratet. Anlässlich seines Todes im Januar 2020 schrieb sie das Erinnerungsbuch Wo aber Gefahr ist, wächst das Rettende auch mit Illustrationen ihres Sohnes Sebastian, welches im  Verlag Andrea Schröder erschien.
Kommerell wohnt seit März 2020 in Görlitz.

## Filmografie (Auswahl)
- 1962: Rotkäppchen
- 1966: Die Söhne der großen Bärin
- 1966: Der Staatsanwalt hat das Wort: Bummel-Benno (Fernsehreihe)
- 1970: Effi Briest (Fernsehfilm)
- 1971: Anlauf (Fernsehfilm)
- 1973: Polizeiruf 110: Vorbestraft (Fernsehreihe)
- 1973: Die klugen Dinge (Fernsehfilm)
- 1974: Orpheus in der Unterwelt
- 1974: Jakob der Lügner
- 1974: … verdammt, ich bin erwachsen
- 1974: Zum Beispiel Josef
- 1974: Das Wunschkind (Fernsehfilm)
- 1975: Zwischen Nacht und Tag
- 1976: Das blaue Licht
- 1977: Die zertanzten Schuhe (Fernsehfilm)
- 1980: Meines Vaters Straßenbahn (Fernsehfilm, 2 Teile)
- 1980: Unser Mann ist König (Fernsehserie, Folge Medizin nach Noten)
- 1981: Das tapfere Schneiderlein (Fernsehfilm)
- 1982: Bahnwärter Thiel (Fernsehfilm)
- 1982: Bohemia (Fernsehfilm)
- 1983: Polizeiruf 110: Schnelles Geld (Fernsehreihe)
- 1986: Polizeiruf 110: Ein großes Talent (Fernsehreihe)
- 1986: Weihnachtsgeschichten (Fernsehfilm)
- 1988: Melanios letzte Liebe (Fernsehfilm)
- 1988: Barfuß ins Bett (Fernsehserie, 4 Folgen)
- 1988: Die Schauspielerin
- 1990: Abschiedsdisco
- 2004: Nächsten Sommer (Kurzfilm)
- 2004: In aller Freundschaft (Fernsehserie, Folge Ein Mann fürs Leben)
- 2006: Blackout – Die Erinnerung ist tödlich (Miniserie, Folge Tag 3 Die Gerechtigkeit)

## Synchronisation
| Film              | Jahr | Rolle         | Darsteller           |
| ----------------- | ---- | ------------- | -------------------- |
| Der weiße Dampfer | 1976 | Guldschamal   | Ajturgan Temirowa    |
| Jockei Monika     | 1981 | Monika Zeller | Miroslava Šafránková |

## Hörspiele
- 1967: Gerhard Stübe: John Reed. Dramatische Chronik in drei Teilen (Jelisaweta Drabkina) – Regie: Fritz Göhler (Hörspiel – Rundfunk der DDR)
- 1973: Gisela Richter-Rostalski: Denkt lieber an Ewald (Monika) – Regie: Manfred Täubert (Kinderhörspiel – Rundfunk der DDR)
- 1979: Wibke Martin: Die Bürgen (Mäuschen) – Regie: Joachim Staritz (Hörspiel – Rundfunk der DDR)
- 1980: Georg Büchner: Dantons Tod (Rosalie und erstes Weib) – Regie: Joachim Staritz (Hörspiel – Rundfunk der DDR)
- 1980: Wolfgang Mahlow: Zwischen gestern und morgen (Liane) – Regie: Christa Kowalski (Hörspiel – Rundfunk der DDR)
- 1980: Elisabeth Panknin: Prinz Rosenrot und Prinzessin Lilienweiß oder die bezauberte Lilie (Emma) – Regie: Joachim Staritz (Kinderhörspiel – Rundfunk der DDR)
- 1980: Hans Christian Andersen: Däumelinchen (Schwalbe) – Regie: Gisela Pietsch (Hörspiel – Rundfunk der DDR)
- 1981: Richard von Volkmann: Pechvogel und Glückskind – Regie: Christa Kowalski (Kinderhörspiel – Rundfunk der DDR)
- 1983: Hans Christian Andersen: Die Schneekönigin (Gerda) – Regie: Uwe Haacke (Kinderhörspiel – Rundfunk der DDR)
- 1984: Charles Perrault: Riquet und Mirabelle (Prinzessin Mirabelle) – Regie: Karin Lorenz (Kinderhörspiel – Litera)
- 1983: Gabriele Herzog: Anton, Frieda und die neue Katze (Lilli) – Regie: Maritta Hübner (Kinderhörspiel/Kurzhörspiel aus der Reihe: Geschichten aus dem Hut – Rundfunk der DDR)
- 1986: Wilhelm Hauff: Das kalte Herz (Lisbeth) – Regie: Rainer Schwarz (Kinderhörspiel – Litera)
- 1986: Stephan Göritz: Das sprechende Bild (Nicole Domaine) – Regie: Uwe Haacke (Kriminalhörspiel – Rundfunk der DDR)
- 1988: Thomas Rosenlöcher: Das Gänseblümchen (Gänseblümchen) – Regie: Werner Grunow (Kinderhörspiel – Rundfunk der DDR)

## Auszeichnungen
- 1965: Goldener Lorbeer des Fernsehens in der Kategorie „jugendliche Charakterdarstellung“; u. a. für Rotkäppchen
- 1975: Silberner Bär für Jakob der Lügner
- 2008: Deutscher Sprachpreis